# Edelweiss (Collaboration)
Pour les articles homonymes, voir Edelweiss (homonymie).
Le Kampfgruppe Edelweiss ou Abwehrgruppe 218 Edelweiss fut une unité spéciale de la Wehrmacht créée en septembre 1944 avec des collaborateurs Slovaques. La principale mission de ce Kampfgruppe était la "chasse" aux partisans.